# بريستين
بريستين (بالإنجليزية: Bristen)‏ هو أحد جبال سلسلة جبال الألب غلاروس ويقع في كانتون أوري في سويسرا. يحتل المرتبة رقم 184 في قائمة جبال سويسرا من حيث الارتفاع، إذ يبلغ ارتفاعه حوالي 3073 متر، بينما يبلغ ارتفاع نتوء الجبل 567 متر، هذا وقد سجل أول وصول لقمة الجبل عام 1823.